# .ua
.ua — в Інтернеті, національний домен верхнього рівня (ccTLD) для України.
Адміністратором домену .ua є компанія ТОВ «Хостмайстер».
Приватні домени другого рівня реєструються тільки для власників відповідних торгових марок. У затвердженому Регламенті особливостей реєстрації приватних доменних імен другого рівня в домені .UA [Архівовано 17 травня 2020 у Wayback Machine.] прописано, що доменне ім'я делегується виключно в разі, якщо воно повністю або його компонент другого рівня (до знака «.», Але не включаючи цей знак), за написанням збігається зі Знаком, права на використання якого на території України належать відповідному реєстранту.

## Статистика
Станом на 1 жовтня 2020 року зареєстровано 544 200 імен у зоні .ua (включно з доменами другого рівня), кількість збільшилась на 1,56 % у порівнянні з аналогічним періодом 2019 року. У порівнянні з серпнем 2020 року зростання склало 0,39 %.
Станом на 1 листопада 2015 року в Україні зареєстровано 555 000 імен у зоні .ua (включно з доменами другого рівня), у листопаді 2017-го — майже 557 000. Їхня кількість зменшилася на 14 % у порівнянні з 2014 роком, та збільшилась прибл. на 1900 у 2017 році.

## Домени 2-го та 3-го рівнів
У цьому національному домені нараховується близько 77,6 млн вебсторінок (станом на грудень 2017 року).
Тепер використовуються та приймають реєстрації доменів 3-го рівня такі доменні суфікси (відповідно, існують такі домени 2-го рівня):
| Суфікс  | Регламентовані користувачі                                           |
| ------- | -------------------------------------------------------------------- |
| .com.ua | Комерційні установи, корпорації                                      |
| .net.ua | Провайдери, організації, пов'язані з мережами                        |
| .org.ua | Неприбуткові, неурядові організації, приватні особи                  |
| .edu.ua | Державні або недержавні освітні заклади III та IV рівнів акредитації |
| .gov.ua | Державні та урядові установи                                         |
| .in.ua  | Родини, приватні особи                                               |

Регіональні домени 2-го рівня:
| Суфікс                                         | Регіон                        |
| ---------------------------------------------- | ----------------------------- |
| .ck.ua, .cherkasy.ua, .cherkassy.ua            | Черкаська область             |
| .crimea.ua                                     | АР Крим                       |
| .cn.ua, .chernigov.ua та .chernihiv.ua         | Чернігівська область          |
| .cv.ua, chernivtsi.ua та .chernovtsy.ua        | Чернівецька область           |
| .dn.ua та .donetsk.ua                          | Донецька область              |
| .dp.ua, .dnipropetrovsk.ua, .dnepropetrovsk.ua | Дніпропетровська область      |
| .if.ua та .ivano-frankivsk.ua                  | Івано-Франківська область     |
| .kv.ua, .kiev.ua, .kyiv.ua                     | Київ та Київська область      |
| .kh.ua, .kharkiv.ua, .kharkov.ua               | Харківська область            |
| .km.ua та .khmelnitskiy.ua                     | Хмельницька область           |
| .kr.ua, kropyvnytskyi.ua та .kirovograd.ua     | Кіровоградська область        |
| .ks.ua та kherson.ua                           | Херсонська область            |
| .lg.ua та .lugansk.ua                          | Луганська область             |
| .lutsk.ua та volyn.ua                          | Луцьк, Волинська область      |
| .lviv.ua                                       | Львівська область             |
| .mk.ua та .nikolaev.ua                         | Миколаївська область          |
| .od.ua, .odesa.ua, .odessa.ua                  | Одеська область               |
| .pl.ua та .poltava.ua                          | Полтавська область            |
| .rv.ua, .rivne.ua та .rovno.ua                 | Рівненська область            |
| .sebastopol.ua                                 | Севастополь                   |
| .sm.ua та .sumy.ua                             | Сумська область               |
| .te.ua та .ternopil.ua                         | Тернопільська область         |
| .uz.ua та .uzhgorod.ua                         | Ужгород, Закарпатська область |
| .vn.ua, .vinnica.ua, .vinnytsia.ua             | Вінницька область             |
| .yalta.ua                                      | Ялта                          |
| .zp.ua та .zaporizhzhe.ua                      | Запорізька область            |
| .zt.ua та .zhitomir.ua                         | Житомирська область           |

Приватні домени 2-го рівня:
| Суфікс  | Регламентовані користувачі          |
| ------- | ----------------------------------- |
| .co.ua  | Комерційні установи, корпорації     |
| .biz.ua | Юридичні особи, приватні підприємці |
| .v.ua   | Всі без обмежень                    |
| .pp.ua  | Приватні особи                      |

## Історія
- 4 серпня 2017 — делеговано публічний домен chernihiv.ua.[5]
- 2 лютого 2015 — відкрилась реєстрація імен у публічних доменах kyiv.ua, chernivtsi.ua та rivne.ua[6].
- 15 січня 2015 — за підсумками 2014 року в домені .ua зареєстровано 640 тис. доменних імен. За рік їхня кількість зменшилась на 6,2 %, а у порівнянні з листопадом — на 1,2 %[7].
- 27 жовтня 2014 — публічний домен dominic.ua став приватним.[8].
- 13 квітня 2012 — домен .ua під'єднано до світової системи безпечного DNS (DNSSEC).
- 2012 — пік реєстрацій домену .ua, кількість доменів перетнула позначку в 600 тисяч[9].
- 18 лютого 2009 — делеговано 400-тисячний домен в домені .ua[10].
- 18 лютого 2009 — у домені .ua зареєстроване 7000-не приватне доменне ім'я.
- 9 листопада 2006 — делеговано 20 000 доменів у домені org.ua.
- 12 липня 2006 — 200-тисячний приватний домен третього рівня в домені .ua.
- 21 червня 2006 — 50-тисячний домен у домені com.ua
- 17 лютого 2006 — перший релігійний публічний домен dominic.ua.
- 18 лютого 2004 — 1000-й приватний домен в домені .ua.
- 1 грудня 2002 — десять років із дня делегування Україні (1 грудня 1992) домену .ua.
- 23 жовтня 2001 — делеговане перше приватне доменне ім'я другого рівня — business.ua.
- 1999 — делеговано цільовий публічний домен org.ua.
- 1998 — делеговано цільовий публічний домен edu.ua.
- 1 грудня 1996 — делеговані «короткі» (з двох букв) географічні домени-синоніми (km.ua = khmelnytsky.ua та ін.).
- 1995 — делеговані цільові публічні домени com.ua, gov.ua, net.ua.
- 1 грудня 1992 — Джонатан Постел (IANA) делегує домен першого рівня коду країни UA Олегу Волощуку й Ігорю Свиридову. Англійське найменування: .ua country code Top Level Domain (.ua ccTLD).